# Noemí Sanín
Noemí Sanín   (Medellín, 5 de juny de 1949) Marta Noemí del Espíritu Santo Sanín Posada de Rubio és una advocada i política, filla de l'escriptor i polític, Jaime Sanín Echeverri i de Noemí Posada. Durant diversos anys va ser membre del Partit Conservador Colombià, fins a 1998 quan va fundar el seu propi moviment polític anomenat «Sí Colòmbia» per afrontar la seva candidatura presidencial. Ha estat empresària, ministra, ambaixadora i candidata presidencial. Fins a juliol de 2009 va ser l'ambaixadora de Colòmbia en el Regne Unit d'on va tornar per aspirar a ser presidenta de Colòmbia en les eleccions de 2010 com a candidata del Partit Conservador. És la dona que més a prop ha estat de la presidència de Colòmbia, quan en 1998 va obtenir prop de tres milions de vots.

## Biografia
Advocada diplomada de la Pontifícia Universitat Javeriana de Bogotà. Va ser ministra de Comunicacions durant el govern de Belisario Betancourt, ha estat ambaixadora a Veneçuela, Espanya i Regne Unit en diferents períodes presidencials i va ser Ministra d'Afers Exteriors durant el govern de Cessar Gaviria Trujillo. L'any 2011 és escollida membre de la Junta Directiva de Millonarios Futbol Club, nova entitat esportiva que sorgeix com a resultat del procés de transformació del club esportiu a Societat Anònima del conegut com a Club Deportivo Los Millonarios de la ciutat de Bogotà.

## Carrera en el sector privat
El 1976 Sanín és nomenada vicepresidenta d'Operacions i Crèdit en la Corporació d'Estalvi i Habitatge Colmena, càrrec que va exercir fins a 1979. Després és nomenada Presidenta de la institució a l'edat de 30 anys. En aquest període es va destacar per la seva expansió de crèdit al segment de baixos ingressos i doblegar la xarxa nacional de sucursals de 36 a 63 oficines.

### Ministra de Comunicacions
Sanín és nomenada Ministra de Comunicacions durant el govern de Belisario Betancourt, càrrec que ocupa de 1983 a 1986. En aquest càrrec Sanín va ajudar a desenvolupar la llei 42 de 1985 que modernitza la televisió a Colòmbia i legalitza i organitza les xarxes regionals de televisió.
El 1985, durant la presa del Palau de Justícia, exercint com a Ministra de Comunicacions, va ordenar transmetre un partit de futbol en comptes de la situació viscuda a palau, si bé les estacions de ràdio i alguns noticiaris van continuar transmetent els fets en directe. Aquest fet ha estat considerat com a censura, i el seu rival polític Andrés Felipe Arias li ha acusat públicament de censura d'informació i va demanar una recerca disciplinària en el Comitè d'Ètica del seu Partit.

### Candidatura presidencial de 1998
El 1998 es va llançar com a candidata a la presidència fent fórmula amb Antanas Mockus arribant a obtenir el tercer lloc amb 2.825.706 vots.

### Candidatura presidencial de 2002
Sanín va ser candidata a les eleccions presidencials del 2002 pel partit Sí Colòmbia i obté la quarta votació. Es presentava com a candidata independent encara que va arribar a fer aliances per a la seva candidatura amb polítics tradicionals com Fabio Valencia Cossio. En aquesta ocasió la seva fórmula a la vicepresidència va ser Fabio Villegas. Durant aquesta candidatura va tenir diverses controvèrsies amb el candidat Álvaro Uribe i va criticar al diari El Tiempo per suposada parcialització a favor d'aquest candidat en detriment de la imatge dels altres aspirants. En una carta publicada per aquest mateix diari titulada "Contra Temps i Mareja" el 16 de maig de 2002, Sanín atribueix aquesta parcialitat a la presència de Francisco Santos Calderón com a fórmula viscepresidencial del candidat Uribe. Santos Calderón era accionista del diari i pertany a la família Santos que era propietària de El Tiempo. El candidat Uribe l'hi va acusar d'haver dit en privat a Enrique Vanlentín Iglesias -que era en aquella època president del Banc Interamericà de Desenvolupament que "si Álvaro Uribe guanya la Presidència de la República és com si la guanyés Carlos Castanño". Iglesias va negar el que s'havia dit d'Uribe però aquest es ratifica en el seu assenyalament.

### Ambaixadora
Encara que durant la campanya presidencial va ser molt crítica del també candidat Álvaro Uribe per la suposada proximitat que se li atribuïa a aquest amb grups paramilitars, posteriorment es va unir al seu govern quan aquest resulta escollit. Des de l'any 2002 fins al 2007 va ocupar el càrrec d'ambaixadora a Espanya, designada per Uribe per després ser nomenada per aquest mateix com a ambaixadora en el Regne Unit fins a la seva sortida en el 2009.
En els anys d'acompliment com a ambaixadora a Colòmbia aconsegueix la validació de la passada colombiana en paral·lel amb l'espanyol, permetent l'estalvi provisional en tots dos països.

### Candidatura presidencial de 2010
En un comunicat oficial, l'11 de juliol de 2009, Noemí Sanín va anunciar la seva sortida del càrrec d'ambaixadora de Colòmbia en el Regne Unit per buscar la candidatura a la Presidència de la República pel Partit Conservador, on mitjançant consulta interna entre altres candidats del seu partit és escollida com a candidata única a la Presidència, quedant de cinquena en votació.

### Membre de la Junta Directiva de Millonarios
L'any 2011, al costat de diversos economistes i activistes de Club Deportivo Los Millonarios, va ser escollida com a membre de la junta directiva d'aquest equip i va presentar la seva candidatura a la presidència d'aquesta organització esportiva resultant escollida a principis de 2012. Sota el seu lideratge, el club, després de gairebé 24 anys sense el títol de campió, va aconseguir guanyar el campionat de la Primera Divisió i l'esperat catorzè estel. Al març de 2013 va presentar la seva renúncia a la Junta.

## Càrrecs ocupats
- Ministra de Comunicacions 1984-1986.
- Ambaixadora a Veneçuela 1990-1991.
- Ministra de Relacions Exteriors 1991-1994.
- Ambaixadora a Regne Unit 1994-1996.
- Ambaixadora a Espanya 2002-2007.
- Ambaixadora a Regne Unit 2008 - 2009.
- Membre de la Junta directiva del Club Deportivo Los Millonarios 2011-2013.

## Candidatures
- Candidata a la Presidència de Colòmbia, 1998.
- Candidata a la Presidència de Colòmbia, 2002.
- Candidata a la Presidència de Colòmbia, 2010.